# Каримов, Алишер (шахматист)
Алишер Каримов (англ. Alisher Karimov; род. 1997, Таджикистан) — таджикский шахматист. Участник шахматных олимпиад (2016, 2018, 2022), в 2018 году ему было присвоено звание Мастера ФИДЕ.

## Спортивная карьера
В составе сборной Таджикистана участник трёх Шахматных олимпиад: в 2016 году, где он набрал 4½/9 по первому резерву, в 2018 году (6/9 по первому резерву), в 2022 году.
Он играл на Кубоке мира по шахматам 2021 года в Сочи (Россия), где проиграл перуанцу Хорхе Кори со счётом 1½-½ в первом туре.
И также играл на Кубке мира по шахматам 2023 года в Баку (Азербайджан), где проиграл американцу Эвондеру Ляну со счётом 1½-½ в первом туре.